# Marina de Tonga

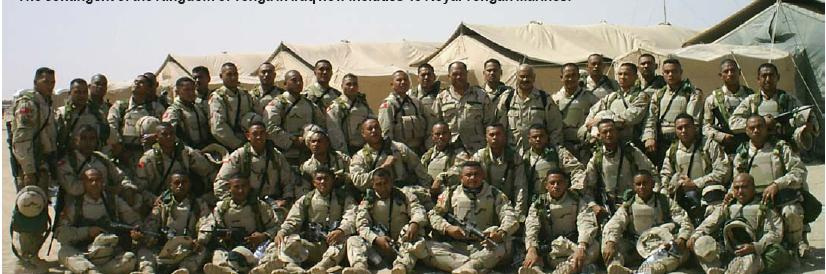
Royal Tongan Marines en Irak

La Real Marina de Tonga es la rama naval de las Fuerzas Armadas de Tonga.

## Historia
Fue fundada el 10 de marzo de 1973 por el rey Tāufaʻāhau Tupou IV, quien también encargó la primera embarcación en esa fecha. La primera embarcación fue VOEA Ngahau Koula (P101), seguida de VOEA Ngahau Siliva (P102): los nombres significan "Flecha dorada" y "Flecha de Plata" respectivamente. Fueron tripulados por voluntarios, pero ya no están en servicio.
Además, la Marina de Tonga opera el yate Tilitupe, utilizado por la familia real tongana.

## Funciones
Dentro de las funciones que tiene la Real Marina, se encuentran las de realizar misiones de servicio público y la de proteger los arrecifes de Minerva, ya que es un territorio en disputa.

## Material

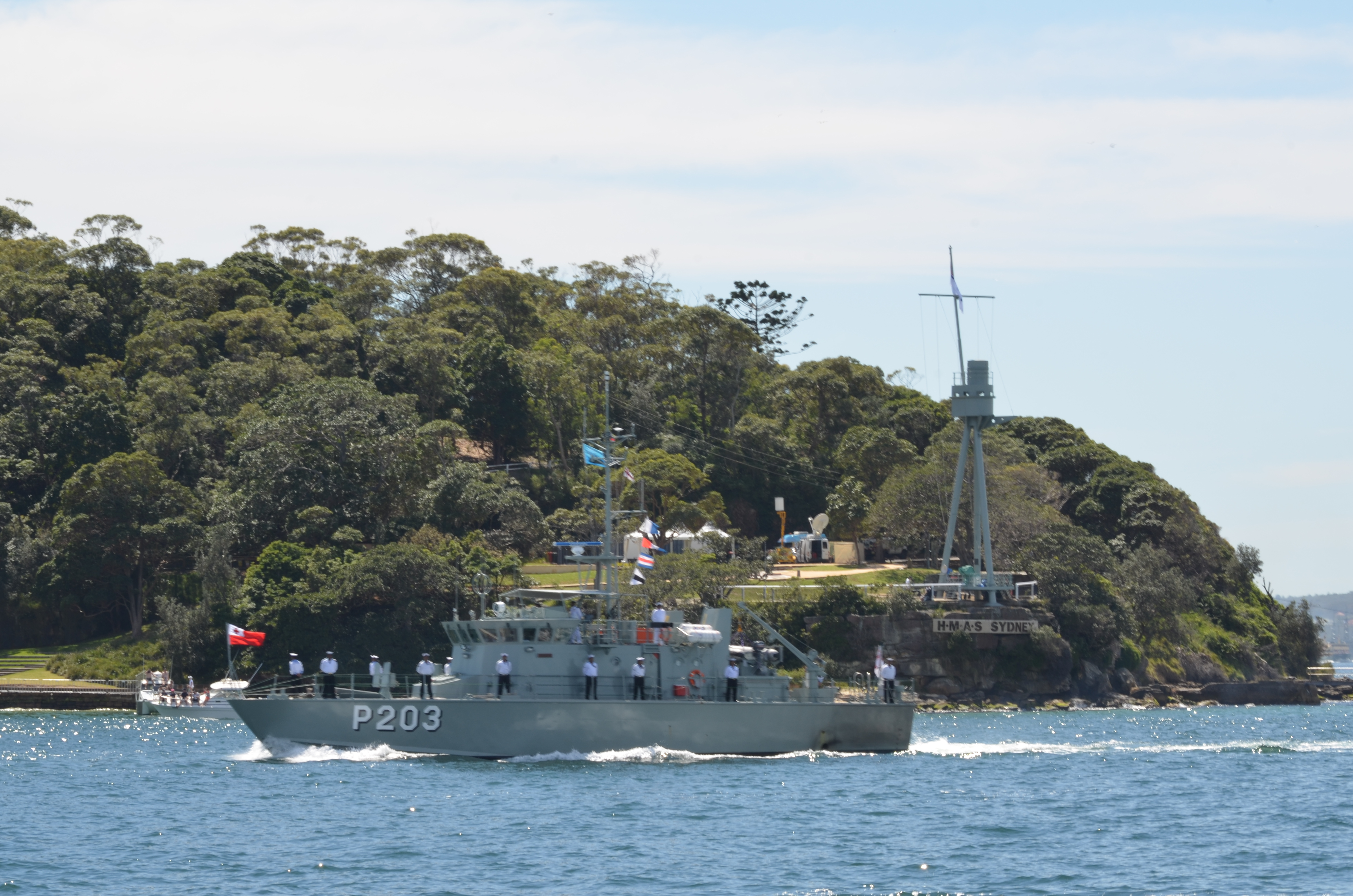
El bote patrulla tongano VOEA Savea (P203) en curso en el puerto de Sídney en 2013.

Las naves de patrulla de la clase del Pacífico fueron proporcionadas por Australia como parte del Programa de Botes de Patrulla del Pacífico. La base principal de TDS es la Base Touliki, en Nukualofa.

### Flota de patrullaje
| Clase                                | Imagen | Tipo             | Buque                      | Origen    |
| ------------------------------------ | ------ | ---------------- | -------------------------- | --------- |
| Bote patrullero de la clase Guardián |        | Buque patrullero | - VOEA Ngahau Koula (P301) | Australia |
| Bote patrullero de la clase Guardián |        | Buque patrullero | - VOEA Ngahau Siliva       | Australia |

### Apoyo logístico
| Clase | Imagen | Tipo                            | Buque                  | Origen  |
| ----- | ------ | ------------------------------- | ---------------------- | ------- |
|       |        | Petrolero                       | - VOEA Lomipeau (A301) | Noruega |
| LCM-8 |        | Lancha de desembarco mecanizada | - VOEA Late (C315)     |         |

### Aviación naval
El ala de aviación naval tiene su base en el Aeropuerto Internacional Fua'amotu.
| Aeronave                   | Tipo               | Versión      | En servicio | Origen         |
| -------------------------- | ------------------ | ------------ | ----------- | -------------- |
| Beechcraft G.18S           | Búsqueda y rescate | SNB-1 Kansan | 1           | Estados Unidos |
| American Champion Citabria | Patrulla marítima  | 7KCAB        | 1           | Estados Unidos |